# Johann Carl Bonnet
Johann Carl Bonnet (* 22. März 1737 in Meisenheim; † 16. Februar 1786 in Obermoschel) war ein deutscher Dichter und Pfarrer.

## Leben

### Jugend und Ausbildung
Johann Carl Bonnet wurde als siebentes Kind des Bierbrauers und Gasthalters „Zum Hirsch“ in Meisenheim, Johann Friedrich Bonnet und seiner Ehefrau Susanne Elisabeth Bonnet, geborene Fuchs, geboren. Aus seinen Nachkommen gingen in zweihundert Jahren sechs Pfarrer hervor.
In Halle (Saale) studierte Johann Carl Bonnet Theologie und immatrikulierte sich am 22. Oktober 1756 in Marburg.

### Erste Tätigkeiten
Am 30. Oktober 1759 wurde Johann Carl Bonnet vom Fürstlich Pfalz-Zweibrückenschen Evangelisch Reformierten Oberkonsistorium in Odenbach ordiniert und in die Pfarrstelle von Obermoschel als Pfarrvikar eingewiesen. Nur wenige Monate war er in Obermoschel tätig. Schon am 13. Februar 1760 berief ihn das Oberkonsistorium auf die freigewordene Stelle am Gymnasium in Bergzabern zum lateinischen Präzeptor (Lehrer).

### Wirkungsfelder
Am 1. März 1766 heiratete Johann Carl Bonnet Sophie Charlotte Wernher, geboren am 24. Juni 1744, die Tochter von Carl Philipp Wernher, Pfarrer und Inspektor von Bergzabern.  Das Paar bekam sechs Kinder. Sein Sohn Carl Friedrich Bonnet (* 19. Juli 1767; † 8. Januar 1833) war Pfarrer in Wörth am Rhein, in Achtelsbach und in Wolfersweiler. Sein Sohn Johann Friedrich Carl Bonnet (* 25. Februar 1773; † 28. Oktober 1856) war Pfarrer in St. Goar. Sophie Charlotte Bonnet starb am 17. Dezember 1780. Vom 20. Juli 1766 bis zum 1. Juli 1777 war er Pfarrer zu Niederkirchen (Ostertal), wo er in der Zeit von 1767 bis 1768 die Gesänge Dombach und Tiefenbach verfasste, die in dem Buch Lieder, Oden und Gesänge abgedruckt sind. Am 15. Oktober 1782 heiratete Johann Carl Bonnet Katharina Elisabeth Röbel (* 18. August 1747; † 15. Juni 1811), die Tochter des Schaffners Johann Wilhelm Röbel aus Kaiserslautern. Von Juli 1777 bis Februar 1785 war Bonnet Pfarrer zu Nünschweiler bei Zweibrücken und seit dem 1. März 1785 Pfarrer in Obermoschel.
Johann Carl Bonnet begann seine schriftstellerischen Arbeiten im Alter von 26 Jahren mit der Schrift Observatio exegetica ad Matthäus 3.7, einer lateinisch verfassten exegetischen Betrachtung zu Matthäus 3. 7, die er 1763 veröffentlichte. 1764 verfasste er eine Dissertation über den Turmbau zu Babel und die Sprachenverwirrung. Es folgten bis 1778  neun weitere lateinische Abhandlungen zu Themen des Alten und Neuen Testamentes. Alle lateinischen Veröffentlichungen  erschienen in der Bibliotheca Bremensi Nova in Bremen, Amsterdam und Leiden (Stadt).
Zum Teufelsstreit in der Spätaufklärung erschien im Jahr 1776 in Frankfurt am Main sein erstes deutsches Werk, die  Demüthigste Antwort eines geringen Landgeistlichen, eine anonym verfasste Antwort auf Heinrich Martin Gottfried Kösters Demüthige Bitte um Belehrung an die großen Männer. Köster, ein Theologe und Professor für Geschichte in Gießen, hatte mit seiner Schrift zum Wesen des Teufels in der Spätaufklärung lebhafte Dispute und Diskussionen hervorgerufen, die bis zum heutigen Tag geführt werden.
In einem Brief an einen Freund verfasste Johann Carl Bonnet Des geringen Landgeistlichen Antwort auf die Belehrung des Verfassers der demüthigen Bitte an die grossen Männer, welche keinen Teufel glauben.
Im Jahr 1979 erschien Bonnets Erzehlungen aus dem Himmel. In der Ich-Erzählung begegnet der Verfasser als Geist dem Geist seines irdischen Kindheits- und Schulfreundes. Die beiden waren auf Erden lange voneinander getrennt, weil der Freund nach Ostindien gegangen war. Der Freund berichtet über seine Rückreise von Ostindien. Dort hat er viele Reichtümer erworben und segelte mit einem Schiff nach Holland, um seine Verwandten damit zu erfreuen.
Das Schauspiel Eudore, ein Schäfertrauerspiel verfasste Johann Carl Bonnet ebenfalls im Jahr 1779. Das Stück handelt von dem unglücklichen Ausgang der Liebe zwischen Eudore, einer jungen Schäferin und Eurytion, ihrem Geliebten.
Im Jahr 1781 dichtete Bonnet die beiden Oden Der Herbst und Horaz’ens 24ste Ode. Sein erstes Buch Gedichte erschien 1782. Bonnet hat den Band zum Jahrestag des Begräbnisses seiner Ehefrau Sophie Charlotte Bonnet, geb. Wernher, seinem Schwiegervater, Karl Philipp Wernher, gewidmet, dem Pfarrer und Inspektor von Bergzabern.
Am 6. September 1784 hielt Johann Carl Bonnet eine Trauer- und Gedächtnisrede auf den am 21. August 1784 jung gestorbenen Erbprinzen zu Pfalz-Zweibrücken Carl August Friedrich. Er verfasste zu diesem Anlass auch ein Gedicht, das er dem Herzog Karl II. August Christian und seiner Frau schickte. 1784 erhielt er von der Herzogin Maria Amalie von Sachsen (1757–1831)  eine goldene Taschenuhr für die „tristreiche“ Leichenpredigt zum Gedächtnis des Durchläuchtigsten Herrn Erbprinzen Carl August Friedrich.
Posthum erschien 1786 sein Gedichtband Lieder, Oden und Gesänge, in dem Johann Carl Bonnet u. a. auch dieses Gedicht veröffentlichte. Auch das zweite Gedicht in dem Buch ist ein Widmungsgedicht, das Bonnet seinem Freund Georg Christian Crollius, dem Rektor des Zweibrücker Gymnasiums, zum Tod dessen Schwiegersohns, des Altphilologen Professor Embser am 25. November 1783 gewidmet hat.

## Familie
Johann Carl Bonnet heiratete am 1. März 1766 Sophie Charlotte Wernher, geb. am 24. Juni 1744, die Tochter von Carl Philipp Wernher, Pfarrer und Inspektor von Bergzabern.
Das Paar bekam drei Töchter und drei Söhne:
- Carl Friedrich Bonnet (* 19. Juli 1767; † 8. Januar 1833) Pfarrer in Wörth am Rhein, Achtelsbach und Wolfersweiler
- Wilhelmine Bonnet (* 8. Oktober 1770; † Mai 1785)
- Johann Friedrich Carl Bonnet (* 25. Februar 1773; † 28. Oktober 1856) Pfarrer in St. Goar
- Susanne Katharina Bonnet (* 18. März 1775; † 28. März 1777)
- Karoline Sophie Katharina Bonnet (* 18. April 1777; † 8. März 1843)
- Ludwig Christian Philipp Bonnet (* 2. März 1780; † 18. Dezember 1826)

Aus der Ehe mit Katharina Elisabeth Bonnet, geb. Röbel, ging ein Sohn hervor:
- Franz Friedrich Carl Bonnet (* 2. Januar 1785; † 1. August 1841)

## Werke

### In lateinischer Sprache verfasste Werke
Von 1763 bis 1778 erschienen von Bonnet zunächst lateinisch abgefasste theologische Werke in Bremen, Amsterdam, Den Haag und Leiden:
- Exegetische Betrachtung zu Matthäus 3. 7 (1763), Bibliotheca Bremensi - Staats- und Universitätsbibliothek Bremen (Bremen und Amsterdam)
- Diskurs über die wundersame Geschichte von der Verwirrung der Sprachen beim Turm von Babel (1764), Bibliotheca Bremensi - Staats- und Universitätsbibliothek Bremen (Bremen und Amsterdam)
- Historischer Diskurs zu Jer. 25 – Zeitgeschichte, in der die Jahre der Herrschaft  Nebucadnezars, des König von Babylon, und von Judäas Königen Jojakimi, Jechonja und Zedikiae zusammengetragen werden (1766), Bibliotheca Bremensi - Staats- und Universitätsbibliothek Bremen (Bremen und Amsterdam)
- Einige Betrachtungen über die Namen des hebräischen Gottes (1772), Bibliotheka Hagana (Amsterdam und Lugdunum Batavorum - Leiden (Stadt))
- Kurze exegetische Bemerkung über die richtige Bedeutung des Wortes dichotomein in Matthäus 24. 51 und Lucas 12. 46 (1772), Bibliotheka Hagana (Amsterdam und Lugdunum Batavorum - Leiden (Stadt))
- Exegetische Betrachtung über den Ausdruck Blutbräutigam, Exodus 4. 24–26 (1773), Bibliotheka Hagana (Amsterdam und Lugdunum Batavorum - Leiden (Stadt))
- Betrachtung über die Teilung der Tiere in  Genesis (1. Buch Mose) 15. 10 & Jeremia 34. 18 (1773), Bibliotheka Hagana (Amsterdam und Lugdunum Batavorum – Leiden (Stadt))
- Beobachtung zu Josua XIV. 2.3 (1778), Hagae Comitum – Den Haag

### Lyrik
- Die Unvollkommenheit der irdischen Freuden
- Ueber die Leiden des Frommen
- Der Herbst
- Der Anfang des Winters
- Ein Wintergedanken
- Am Neujahrstage
- Der Frühling
- Das Donnerwetter
- Die Traumdeuterey
- Meine Zufriedenheit und Unzufriedenheit
- Der Neid
- Demuth und Stolz
- Adam
- Das glückselige Alter
- Horaz’ens 24ste Ode
- Die Mutter
- Als H. Professor Embser gestorben war
- Im Merze
- Vatersfreude
- Einladung aufs Land
- An meinen Freund
- Das Landleben
- An die Wahrheit
- Ein Mittel gegen den Zorn
- Abend-Gebet
- Morgen-Gebet
- Die Güte Gottes
- Die Dombach
- Die Tiefenbach

### Prosa

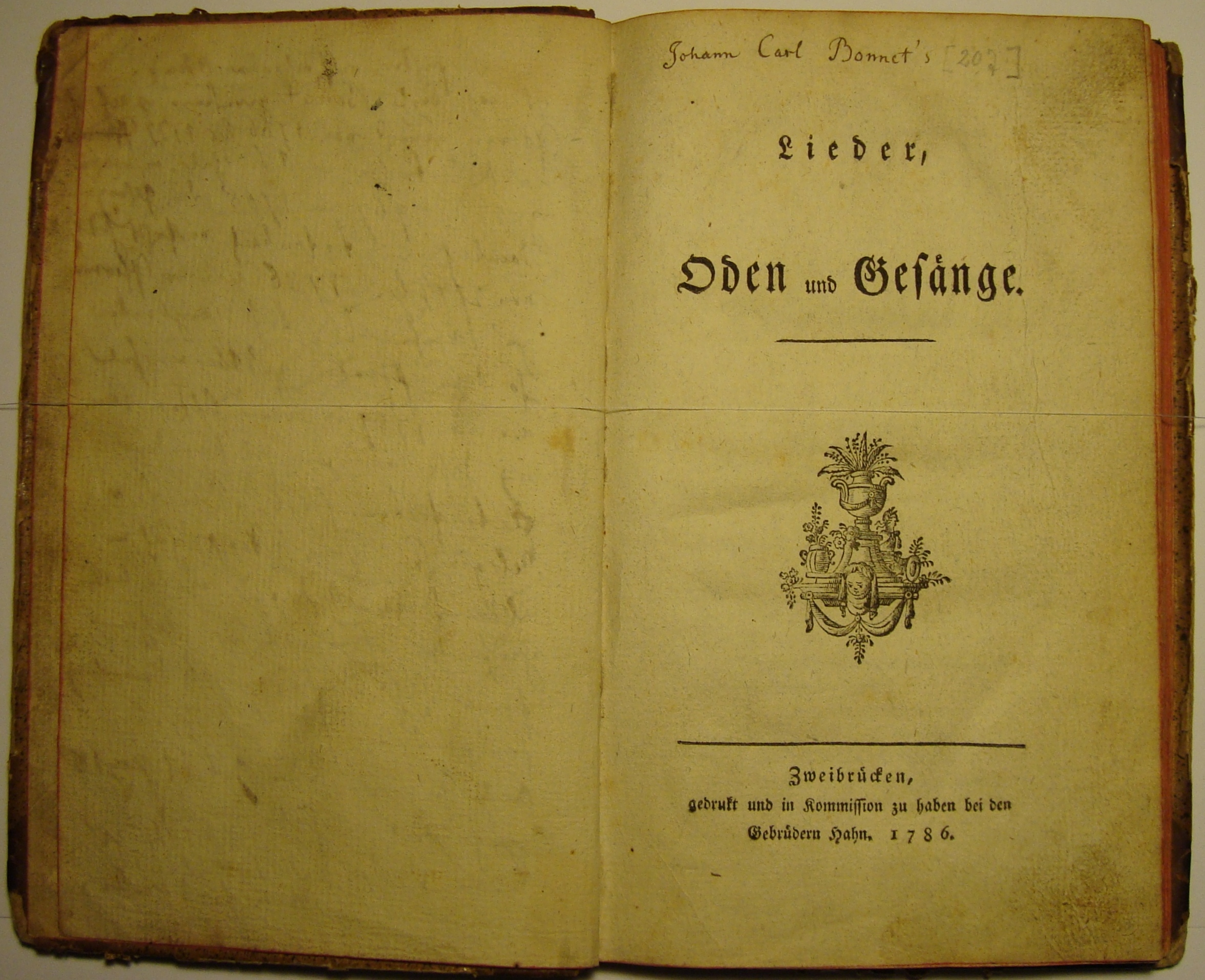
Lieder, Oden und Gesänge

- Demüthigste Antwort eines geringen Landgeistlichen[10], 1776
- Des geringen Landgeistlichen Antwort auf die Belehrung[11], 1777
- Erzehlungen aus dem Himmel[12], 1779, Frankfurt/M.

### Drama
- Eudore, ein Schäfertrauerspiel[13]

### Bücher
- Gedichte[14], 1782, Frankfurt/M. und Leipzig
- Predigten, 1782, Frankfurt/M
- Lieder, Oden und Gesänge,[15] 1786, Zweibrücken und Basel